# 京都外大西高等学校
京都外大西高等学校（きょうとがいだいにしこうとうがっこう、英語: Kyoto Gaidai Nishi High School, KGN）は、京都府京都市右京区山ノ内苗町にある私立の高等学校。京都外国語大学の併設校。男女共学。部活動も盛んである。スポーツ分野は全国でも活躍している。旧校名は京都西高等学校。
京都外国語大学の併設校だが、校名は、京都外大西高等学校と、外国語大学の部分を外大と略して表記するのが正しい。

## 学科
- 普通科
  - 特進Ⅰ
  - 特進Ⅱ
  - 国際文化コースA（内部進学コース）
  - 国際文化コースB
  - 体育コース
  - 総合進学コース

## 沿革
- 1957年　京都西高等学校として創立。
- 1980年　特進コース設置。
- 1989年　国際文化コース設置。男女共学となる。
- 1990年　体育コース設置。
- 2001年　京都外大西高等学校に校名変更。
- 2012年　通信制課程を開設。
- 2018年　通信制課程を閉課程[1]

## 部活動
- 空手道部
- 野球部 - 2005年夏（第87回）準優勝
- 平成16年度インターハイフィギュア競技全国優勝
- 弓道部 - 第36回全国高等学校弓道選抜大会男子優勝

## 著名な出身者
スポーツ
- 青山眞也 - 元JR東海硬式野球部監督・選手
- 木元邦之 - 元プロ野球選手
- 大野雄大 - プロ野球選手 （中日ドラゴンズ）
- 辻孟彦 - 元プロ野球選手 （中日ドラゴンズ）
- 緒方理貢 - プロ野球選手 （福岡ソフトバンクホークス）
- 西村瑠伊斗 - プロ野球選手 （東京ヤクルトスワローズ）
- 星川あかり - 元女子プロ野球選手
- 松井清隆 - 元サッカー日本代表ゴールキーパー
- 浅岡勇輝 - ラグビー選手 （近鉄ライナーズ）
- 小畑拓也 - ラグビー選手 （三重ホンダヒート）
- 中川大毅 - ラグビー選手 （日野レッドドルフィンズ）
- 三木二郎 - 水泳選手
- 高橋美帆 - 競泳選手
- 土橋茜子 - 近代五種競技選手、元トライアスロン選手
- 荒賀龍太郎 - 空手家
- 澤田亜紀 - フィギュアスケート選手

その他
- 加藤向陽 - NHKアナウンサー
- 桑原征平 - フリーアナウンサー、元関西テレビアナウンサー
- 福本晋悟 - 毎日放送元アナウンサー、元東海ラジオアナウンサー
- 和泉聖治 - 映画監督
- 十五代目 片岡仁左衛門 - 歌舞伎俳優
- 松田沙紀 - 元宝塚歌劇団宙組娘役
- 小泉エリ - マジシャン
- 上岡龍太郎 -（第1期生）元漫才師、タレント
- 宮川大輔 - お笑い芸人、元チュパチャップス
- 篠宮暁（オジンオズボーン） - 漫才師
- 田口万莉 - タレント